# ميناء سنغافورة

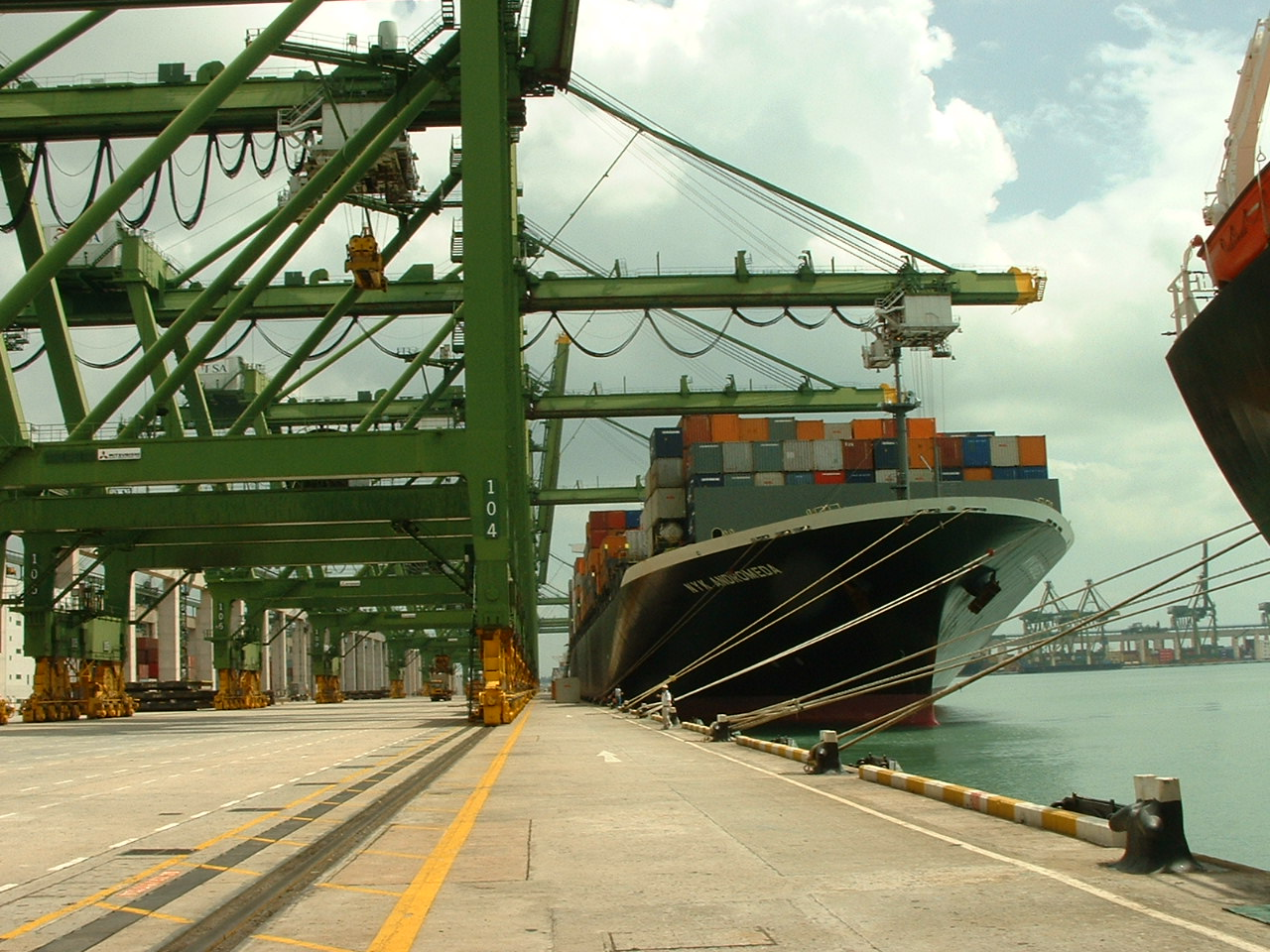
سفينة راسية في مناء سنغافورة

ميناء سنغافورة لتعامل مع النقل البحري في سنغافورة والذي. كان قبل 2005 الميناء الأكثر ازدحاما في العالم من حيث حمولة الشحن الإجمالية، فإنه أيضا 1/5  من حاويات الشحن في العالم ويمر عليه نصف امددات النفط الخام التي تشحن عن طريق البحر وهو في العالم الميناء الأكثر ازدحاما في الشحن. آلاف السفن مراسيها في الميناء، الذي يربط بين ميناء باكثر من 600 ميناء في 123 دولة وانتشار أخرى في القارات الست.

## اهمية الميناء بالنسبةلسنغافورة
ميناء سنغافورة ليس مجرد نعمة اقتصادية، ولكن ضرورة اقتصادية لأن سنغافورة تعاني من نقص في الأراضي والموارد الطبيعية. الميناء أمر حاسم بالنسبة لاستيراد الموارد الطبيعية، ومن ثم في وقت لاحق إعادة تصديرها بعد أن يتم تكريره فيها وتشكل بطريقة ما، على سبيل المثال تصنيع الشرائح أو تكرير النفط لتوليد الدخل. وعندئذ فقط يمكن النظر في صناعات الخدمات مثل خدمات الضيافة النموذجية للتوقف لفترة قصيرة، على سبيل المثال، وإعادة تخزين المواد الغذائية وسفينة امدادات المياه، وتأخذ دورها. مضيق جوهور حاليا مسالكه إلى أي سفينة وجسر جوهور يربط سنغافورة وماليزيا

## تاريخ الميناء

### قبل 1819
في القرن 13 في وقت متأخر، تم إنشاء مستوطنة تعرف باسم سنغافورة على الضفة الشمالية لنهر سنغافورة حول ما كان يسمى بالمرفأ القديم. وكان هذا الميناء الوحيد في الجزء الجنوبي من مضيق ملقا وخدمات السفن والتجار في المنطقة، والتنافس مع الموانئ الأخرى على طول الساحل من مضيق ملقا والتحقيق كما جامبي، سينا كوتا، Lambri، Semudra، في ولاية كيدا وجنوب تاميانغ. وكان للميناء وظيفتين. الأول، جعل من المنتجات المتاحة التي كانت في الطلب من قبل الأسواق الدولية، وفقا ل حوليات موجز للجزر الخارجية، 1349)  من قبل تاجر صيني وانغ دا يوان (ولد في 1311، فلوريدا 1328-1339)، وهذه أعلى وشملت الجودة طيور البوقير،  والقطن. على الرغم من أن هذه البضائع كانت متاحة أيضا من موانئ أخرى في جنوب شرق آسيا، وكانت تلك من سنغافورة فريدة من نوعها من حيث نوعيتها. ثانيا، عملت سنغافورة كبوابة في النظام الاقتصادي الإقليمي والدولي لمنطقة على الفور. جنوب جوهور والمنتجات الموردة إلى سنغافورة للتصدير في مكان آخر، في حين أن سنغافورة كانت المصدر الرئيسي للمنتجات الأجنبية في المنطقة. القطع الأثرية كما درست الخزف والأواني الزجاجية وجدت في أرخبيل رياو، دليل هذا. وبالإضافة إلى ذلك، تم شحن القطن من الهند أو سنغافورة جاوة.

### 1819-1963
حريصة على جذب التجار الآسيوية والأوروبية إلى الميناء الجديد، وكانت سنغافورة قد تجاوزت باتافيا (الآن جاكرتا)، ومركز لتجارة الخردة الصينية، وبالتالي تصبح مركز تجارة البلاد الإنجليزية في جنوب شرق آسيا. وكان هذا لأن التجار في جنوب شرق آسيا فضل ميناء حرا من سنغافورة إلى موانئ أخرى الإقليمية الرئيسية التي كانت القيود المرهقة تبعدهم عنها. وكانت سنغافورة أيضا محل تانيونج بينانج كبوابة لصناعة وتصدير غامبير والفلفل من أرخبيل رياو من قبل 1830، ووجوهور الجنوبية في 1840. وهكذا أصبح مركز التجارة في المنتجات البحرية والأرز

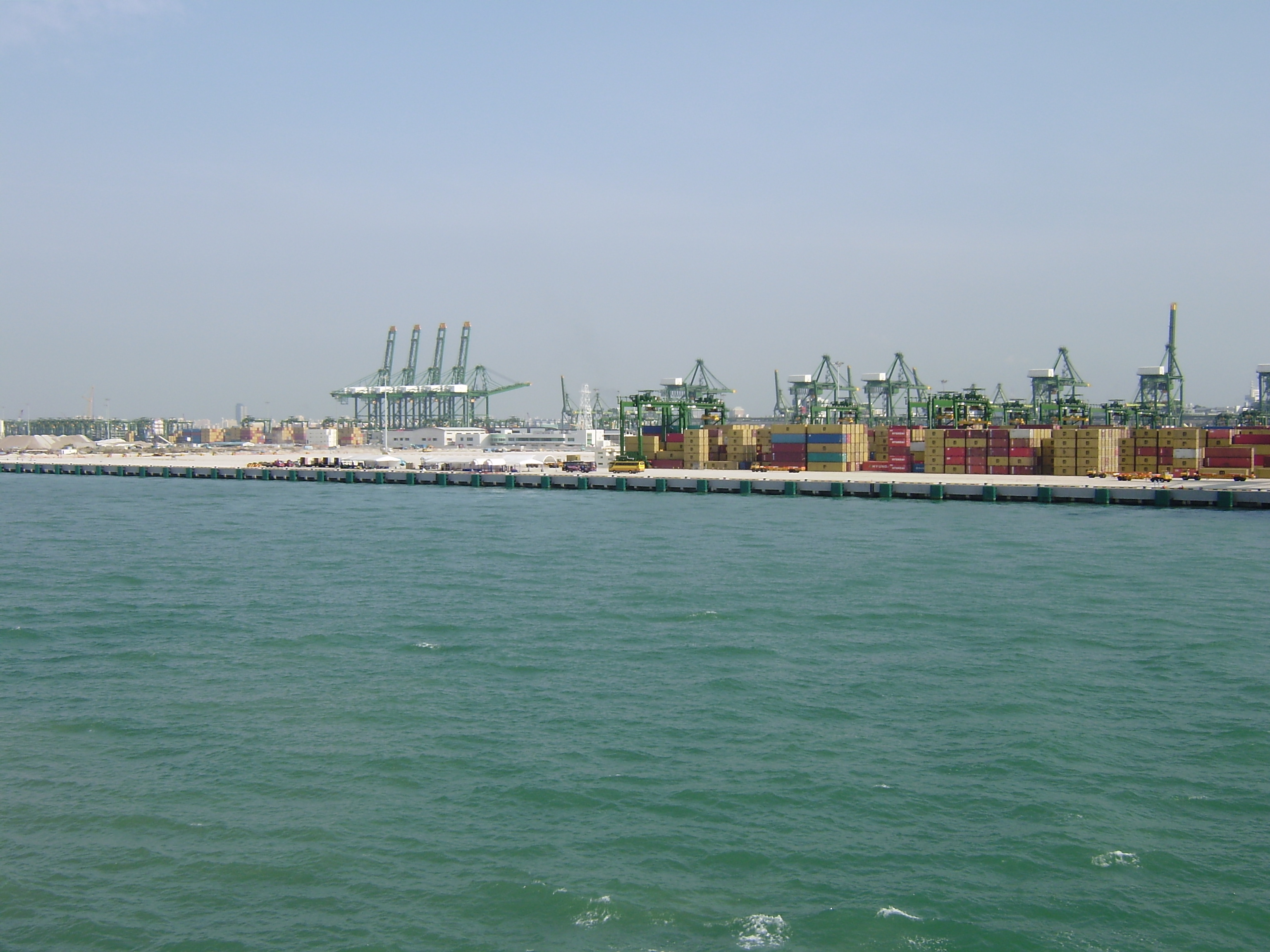
رصيف الميناء الجديد

### منذ عام 1963
توقف سنغافورة أن تكون جزءا من الامبراطورية البريطانية عندما اندمجت مع ماليزيا في عام 1963. خسرت سنغافورة المناطق النائية وما لم تعد العاصمة الإدارية أو الاقتصادية في شبه جزيرة الملايو. تم تخفيض كبير في تصنيع المواد الخام المستخرجة في سنغافورة في شبه الجزيرة نظرا لعدم وجود سوق مشتركة بين سنغافورة ودول شبه الجزيرة.
بعد عام 1980، كان النشاط التجاري البحري توقف على مقربة من نهر سنغافورة، إلا في شكل نقل الركاب، كما غيرها من المحطات والموانئ وقد تم بناء محطات أخرى في جورونغ وبانجانغ باسير، وكذلك في سيمباوانج في الشمال. اليوم، ويتم التعامل مع عمليات الموانئ في سنغافورة من قبل لاعبين اثنين: دعم البرامج والإدارة الدولية (المعروفة سابقا باسم هيئة ميناء سنغافورة)، وميناء جورونغ، والتي تعمل بشكل جماعي محطات الحاويات ست سنوات وثلاث محطات للأغراض العامة حول سنغافورة.

## العمليات
الميناء هو الميناء الأكثر ازدحاما في العالم من حيث حمولة الشحن التعامل معها، مع 1:15 مليار طن إجمالي (GT) التعامل معها في عام 2005. من حيث حمولة البضائع، وسنغافورة هي وراء شنغهاي مع423 مليون طن من البضائع المتداولة. الميناء يحافظ على محور موقفه كمركز ازدحاما في العالم بالنسبة لحركة الترانزيت في عام 2005، وبالتالي تزويد السفن بالوقود الأكبر في العالم، مع 25 مليون طن بيعت في العام نفسه. ارتفاع معدلات النمو في حركة الحاويات شهده الميناءو تجاوز هونغ كونغ منذ الربع الأول من عام 2005،